# Naked (2017)
Naked ist eine US-amerikanische Filmkomödie von Michael Tiddes, die von Netflix produziert wurde und am 30. Juni 2017 im Rahmen des Essence Festival in New Orleans ihre Premiere feierte. Es handelt sich um eine Neuverfilmung des schwedischen Films Naked Again (Naken) aus dem Jahr 2000.

## Handlung
Der Afroamerikaner Rob Anderson, ein charmanter Typ, der jedoch nie richtig erwachsen geworden ist, liebt seine Verlobte über alles. Ab dem Tag, an dem ihre Hochzeit geplant ist, erwacht er jedoch jeden Morgen aufs Neue nackt in einem Fahrstuhl. Erst als er die Dinge endlich richtig angeht, nimmt sein Albtraum ein Ende und er kann der endlosen Zeitschleife entkommen.

## Produktion
Bei dem Film handelt es sich um ein Remake der schwedischen Filmkomödie Naked Again (Naken) von Mårten Knutsson und Torkel Knutsson aus dem Jahr 2000, in dem noch Henrik Norberg den Protagonisten spielte. Regie bei der Neuauflage führte Michael Tiddes.
Im März 2017 wurde ein erster Trailer zum Film veröffentlicht.
Der Film feierte am 30. Juni 2017 im Rahmen des Essence Festival in New Orleans seine Premiere und wird seit 11. August 2017 in den USA gezeigt.

## Rezeption
Mike D’Angelo von AV Club sagt über die Prämisse des Films: „Let’s place the blame where it squarely belongs: on the moronic premise. Groundhog Day but he’s naked? Why?“ Naked wastes little time in getting Wayans out of his clothes, so D’Angelo. Im Vergleich mit dem ähnlich angelegten Film Und täglich grüßt das Murmeltier sagt D’Angelo: „In theory, resetting that loop hourly rather than daily provides comic opportunities that are distinct from Groundhog Day’s; as the film progresses, and our hero cycles through those 60 minutes perhaps thousands of times—like Bill Murray’s Phil, Rob eventually becomes more or less omniscient, able to predict every action to the millisecond—he has to cram more and more activity into that brief window, hoping to say “I do” before the bell chimes and he’s whisked back to the elevator yet again.“